# Dimorphichnus
Dimorphichnus Seilacher, 1955 – ichnorodzaj skamieniałości śladowych w formie hieroglifu, będący prawdopodobnie skamieniałymi odlewami tropów trylobitów.
Dimorphichnus ma kształt rozrzuconych tropów.
Podobnie jak inne skamieniałości tego typu, okazy należące do tego ichnorodzaju charakteryzuje znaczna zmienność i bardziej jest on definiowany przez sposób powstania niż ścisłe cechy morfologiczne.
Okazy Dimorphichnus są hieroglifami, czyli nie samymi śladami na powierzchni podłoża, po którym poruszał się trylobit, ale odlewami śladów znajdującymi się na spągu warstwy przykrywającej to podłoże.
Dimorphichnus interpretuje się jako ślady kroczenia lub pływania nad powierzchnią z szorowaniem po niej bokiem. Rodzaj Dimorphichnus i gatunek Dimorphichnus obliquus jako pierwszy opisał Adolf Seilacher dla dolnokambryjskich ichnoskamieniałości z Pakistanu w 1955 roku, a niedługo później podobne okazy znaleziono w kamieniołomie w Wiśniówce. Przy identyfikacji charakteru nowo wyróżnionego taksonu ichnoskamieniałości przyjął podobieństwo do śladów pozostawianych przez współczesne kraby.
Inne hieroglify śladów pozostawionych w podłożu przez trylobity to Rusophycus Hall, 1852 (ślady spoczynku), Cruziana d'Orbigny 1842 (ślady pełzania i grzebania) i Diplichnites Dawson, 1873 (ślady stąpania po podłożu bez jego rozgrzebywania czy szorowania stroną brzuszną ciała). Razem tworzą ichnocenozę związaną z życiem trylobitów, ale również innych towarzyszących im zwierząt.